# Olocau
|  | Aquest article tracta sobre el municipi del Camp de Túria. Si cerqueu el dels Ports, vegeu «Olocau del Rei». |

Olocau, també conegut com a Olocau de Carraixet, és un municipi del País Valencià situat a la comarca del Camp de Túria.

## Geografia
Municipi situat en el vessant meridional de la Serra Calderona. El clima és mediterrani.
Per a accedir a Olocau des de València cal prendre la CV-35 i agafar després la CV-25. El seu altre accés fonamental és la carretera CV-333, que comunica la població amb la veïna Bétera.
Limita amb la Pobla de Vallbona, Llíria, Marines, Gàtova i Serra.

## Història
Hi ha proves de pobladors des del Neolític (cova sepulcral de la Penyeta Roja); del Bronze hi ha els poblats de Portitxol, Puntal de Pere i Puntal Blanc; és interessant la cova del Cavall, jaciment de restes arqueològiques, que va albergar un santuari pagà, on es retia culte a un cavall de pedra, i que, com assolia certa importància, hagué de ser prohibit pel papa valencià, Calixt III (1378-1458); dels ibers s'ha trobat i restaurat totalment la fortalesa del Puntal dels Llops; romans són l'Arquet (resta d'un aqüeducte), les romanalles de vil·les a les partides de Pitxiri, El Caçó, Darrere la Sella i els forns de ceràmica de la Pedra Grossa; els musulmans, però, foren els fundadors d'un castell en què el rei moro Al Qadir guardava el seu tresor i que fou ocupat pel Cid (aprox.1043-1099) en 1092; apareix citat en 1237 en el Llibre de Repartiment, que donava les alqueries àrabs a cavallers cristians; el 1286 el rei Alfons el Franc (1265-1291) va donar-lo al seu secretari Raimon Escorna, en 1355 el senyoriu passa a l'almirall Mateu Mercer del qual passà, en 1368 per compra, a Antoni de Vilaragut i Visconti; Pere el Cerimoniós (1319-1387) l'elevaria a comtat d'Olocau el 1369 i va confirmar-lo Joan I (1358-1390) el 1388; lloc de moriscs, de la fillola de Sogorb, comptava el 1602 amb 30 focs; l'expulsió de 1609 delmà la població obligant al baró vigent, Alons de Vilaragut i Pardo de la Casta, a donar, en 1611, nova carta pobla a vint-i-sis famílies de cristians vells; Felip IV (1606-1665), el 18 de febrer de 1628, eleva la baronia a comtat i nomena com a primer comte a Alons de Vilaragut i Sanz; en 1649 el comtat passa a mans de Miquel Alons de Fenollet i Sanç de Vilaragut; una epidèmia va delmar la població, en el segle xviii, de la qual es va reposar gràcies a l'ajuda dels monjos de Portaceli; en 1865 Pasqual de Fenollet, Crespí de Valldaura i el municipi de la vila pacten la redempció del senyoriu amb la qual cosa acaba el domini feudal; el segle xx es caracteritza per una forta emigració, principalment cap al Principat, que pareix aturar-se des de fa dues dècades mercès a l'influx del turisme rural i de temporada empentat per la proximitat a València ciutat.

## Demografia
| 1990 | 1992 | 1994 | 1996 | 1998 | 2000 | 2002 | 2004  | 2005  | 2007  | 2008  | 2009  | 2010  | 2011  | 2012  | 2013  |
| ---- | ---- | ---- | ---- | ---- | ---- | ---- | ----- | ----- | ----- | ----- | ----- | ----- | ----- | ----- | ----- |
| 619  | 662  | 685  | 768  | 786  | 884  | 964  | 1.127 | 1.195 | 1.338 | 1.415 | 1.479 | 1.482 | 1.517 | 1.647 | 1.630 |

## Economia
La seua economia és bàsicament agrària. Els productes principals són oliveres, garroferes, ametlers i vinya. El regadiu tradicional produïx hortalisses, taronges i altres fruites. La ramaderia és escassa i la indústria es limita als tancaments metàl·lics, per la qual raó i malgrat les perspectives de regadiu la població disminuïx progressivament des de 1910. Tanmateix, ha canviat la tendència en el darrer decenni, gràcies al turisme interior i la seua proximitat amb la capital de la província, ha esdevingut un centre residencial. De la dècada de 1970 en avant l'activitat econòmica d'Olocau s'ha vist afectada per la decaiguda de l'agricultura.

## Política i Govern

### Composició de la Corporació Municipal
El Ple de l'ajuntament està format per 9 regidors. En les eleccions municipals de 26 de maig de 2019 foren elegits 7 regidors del Partit Socialista del País Valencià (PSPV-PSOE), 1 del Partit Popular (PP) i 1 de Compromís per Olocau (Compromís).
| Eleccions municipals de 26 de maig de 2019 - Olocau                                                                                       |                                           |                                     |                                     |        |          |          |
| Candidatura | Candidatura                               | Candidatura                         | Cap de llista                       | Vots   | Vots     | Regidors |
| | Partit Socialista del País Valencià-PSOE  |                                     | Antonio Ropero Morales              | 666    | 75,08%   | 7 ()     |
| | Partit Popular de la Comunitat Valenciana |                                     | Ernesto Talens Martínez             | 105    | 11,84%   | 1 ()     |
| | Compromís per Olocau                      |                                     | Vicent Murgui Llorente              | 92     | 10,37%   | 1 ()     |
| | Vots en blanc                             |                                     |                                     | 24     | 2,71%    |          |
| Total vots vàlids i regidors | Total vots vàlids i regidors              | Total vots vàlids i regidors        | Total vots vàlids i regidors        | 887    | 100 %    | 9        |
| | Vots nuls                                 | Vots nuls                           | Vots nuls                           | 9      | 1,00%    |          |
| Participació (vots vàlids més nuls) | Participació (vots vàlids més nuls)       | Participació (vots vàlids més nuls) | Participació (vots vàlids més nuls) | 896    | 65,5%**  |          |
| Abstenció | Abstenció                                 | Abstenció                           | Abstenció                           | 472*   | 34,50%** |          |
| Total cens electoral | Total cens electoral                      | Total cens electoral                | Total cens electoral                | 1.368* | 100 %**  |          |
| Alcalde: Antonio Ropero Morales (PSPV) (15/06/2019) Per majoria absoluta dels vots dels regidors (7 vots de PSPV)                         |                                           |                                     |                                     |        |          |          |
| Fonts: JEC, JEZ Llíria, Ministeri de l'Interior, Periòdic Ara. (* No són vots sinó electors. ** Percentatge respecte del cens electoral.) |                                           |                                     |                                     |        |          |          |

### Alcaldes
Des de 2011 l'alcalde d'Olocau és Antonio Ropero Morales (PSPV).
| Període                       | Alcalde o alcaldessa        | Partit polític | Data de possessió | Observacions |
| ----------------------------- | --------------------------- | -------------- | ----------------- | ------------ |
| 1979–1983                     | Vicente Zurriaga Máñez      | CIO            | 19/04/1979        | --           |
| 1983–1987                     | Vicente Zurriaga Máñez      | CIO            | 28/05/1983        | --           |
| 1987–1991                     | José Agustín Agustí Sanchis | PSPV-PSOE      | 30/06/1987        | --           |
| 1991–1995                     | José Agustín Agustí Sanchis | PSPV-PSOE      | 15/06/1991        | --           |
| 1995–1999                     | José Agustín Agustí Sanchis | PSPV-PSOE      | 17/06/1995        | --           |
| 1999–2003                     | José Agustín Agustí Sanchis | PSPV-PSOE      | 03/07/1999        | --           |
| 2003–2007                     | José Agustín Agustí Sanchis | PSPV-PSOE      | 14/06/2003        | --           |
| 2007–2011                     | Mª Ascención Arnal Navarro  | PP             | 16/06/2007        | --           |
| 2011–2015                     | Antonio Ropero Morales      | PSPV-PSOE      | 11/06/2011        | --           |
| 2015–2019                     | Antonio Ropero Morales      | PSPV-PSOE      | 13/06/2015        | --           |
| 2019-2023                     | Antonio Ropero Morales      | PSPV-PSOE      | 15/06/2019        | --           |
| Des de 2023                   | Antonio Ropero Morales      | PSPV-PSOE      | 17/06/2023        | --           |
| Fonts: Generalitat Valenciana |                             |                |                   |              |

## Monuments

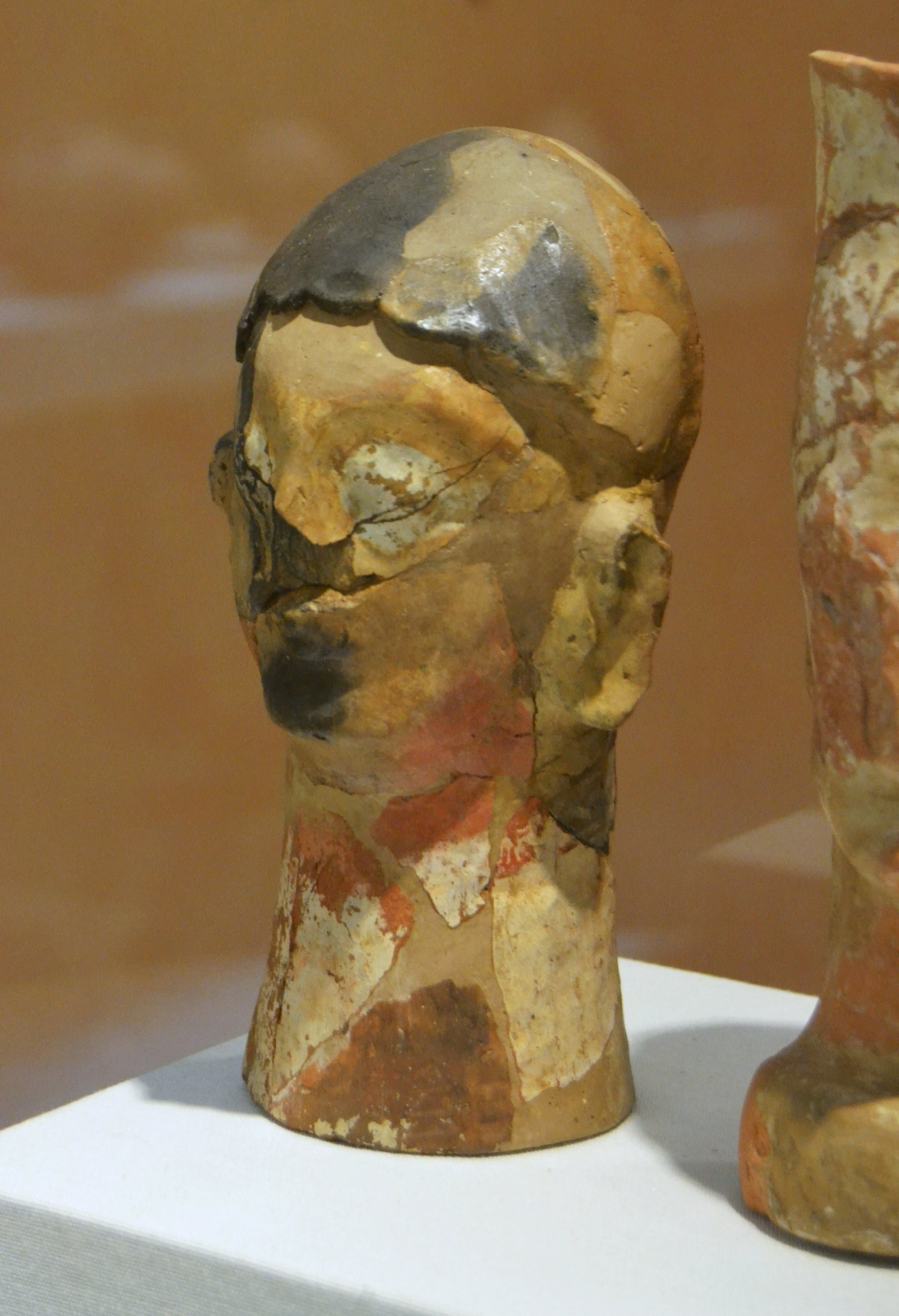
Cap de terracota trobat al Puntal dels Llops i conservat al Museu de Prehistòria de València,

- Cap de terracota trobat al Puntal dels Llops i conservat al Museu de Prehistòria de València,Església de la Mare de Déu del Rosari. Va ser construïda al segle xviii i el seu campanar reformat i consolidat en 1907.
- Castell d'Ali Maimo o del Reial. Musulmà, malgrat l'estat de ruïna general es pot observar part de les seues estructures.
- El Castell. Es coneix com a castell el conjunt que formen el palau dels comtes d'Olocau i la Torre de Pardines, del segle xiii, encara que alguns li atribuïxen orígens romans. Es troba en estat de ruïna. Després de diverses vicissituds, és propietat municipal des del 25 de novembre de 1998.
- Font del Frare. Construïda el 1796 pel comte Diego de Fenollet al fons d'una vall. Recentment s'ha celebrat el seu bicentenari.
- L'Arquet. Sols queden les restes d'un aqüeducte romà. En l'actualitat forma conjunt amb un parc municipal.
- Puntal dels Llops. Fortí edetà d'època ibèrica visitable.

## Festes i celebracions
- Sant Antoni Abad. Se celebra al gener amb la tradicional foguera i benedicció dels animals, "cordà" i repartiment dels rotllos del sant.
- Festes d'Agost. Se celebren en honor de la Mare de Déu d'Agost i a Sant Roc, patró del poble.

- Festes Patronals. Se celebren en honor de la patrona, la Mare de Déu del Rosari del Rosari, a l'octubre.